# Xerraire estriat
El xerraire estriat (Grammatoptila striata) és un ocell de la família dels leiotríquids (Leiothrichidae) i única espècie del gènere Grammatoptila Reichenbach, 1850.

## Hàbitat i distribució
Habita boscos, freqüentment de rododendres a l'Himàlaia del nord i est de l'Índia des d'Himachal Pradesh cap a l'est fins Arunachal Pradesh, cap al sud a Khasi i Cachar, Manipur i Nagaland, sud-est del Tibet, sud-oest de la Xina al nord-oest de Yunnan i oest i nord-est de Myanmar.